# Apistogramma commbrae
Apistogramma commbrae és una espècie de peix de la família dels cíclids i de l'ordre dels perciformes.

## Morfologia
Els mascles poden assolir els 3,3 cm de longitud total i les femelles 3,5.

## Distribució geogràfica
Es troba a Sud-amèrica: riu Paraguai, tram del riu Paranà a l'Argentina i riu Uruguai.